# Troy Bayliss
Troy Andrew Bayliss, més conegut com a Troy Bayliss   (Taree, 30 de març de 1969), és un antic pilot de motociclisme australià que va destacar en competicions de Superbike durant la dècada del 2000. Al llarg de la seva carrera, quasi tota lligada a Ducati com a pilot oficial, en va guanyar un campionat britànic (1999) i tres campionats del món (2001, 2006 i 2008).

## Carrera esportiva

### Primers anys
Bayliss va començar a competir a 10 anys, inicialment en motocròs i dirt track, però més tard va abandonar aquesta activitat en veure que no hi destacava ni disposava de prou diners per a continuar. De jove va treballar de mecànic de carrosseria, especialitzat en pintura amb aerosol. Mentrestant, continuava practicant l'esport, tot i que ara centrat en el ciclisme: «Em passava el dia amb la bicicleta i vaig estar a punt de fer-me'n professional». El 1992, a 23 anys, va aconseguir tornar al món del motociclisme i va participar en el campionat d'Austràlia de Supersport 250 amb una Kawasaki KR-1; l'any següent va pujar a la categoria 600. El 1994 va quedar sisè en aquest campionat i el 1995 en fou subcampió amb una moto que es va comprar esmerçant-hi «els meus estalvis i els de la meva dona». Aquesta gesta el va projectar a  Kawasaki Australia, l'equip oficial de la marca japonesa al campionat nacional de Superbike, al qual va acabar en la tercera posició el 1996.
El 1997, a 28 anys, va debutar a escala mundial: va fitxar per Suzuki Australia i hi va participar com a wild card a la ronda del Campionat del Món de Superbike de Phillip Island, quedant cinquè en ambdues curses. Al final de la temporada va ser cridat per l'equip neerlandès Molenaar Suzuki com a substitut del lesionat Noriyasu Numata al Gran Premi d'Austràlia del mundial de motociclisme; en el seu debut amb un prototip de Gran Premi de 250cc, Bayliss va sorprendre en classificar-se sisè a la graella i lluitar després pel podi, abans d'acabar finalment sisè i obtenir 10 punts per al campionat.
Malgrat aquests resultats, l'edat no l'ajudava: considerat "vell" per al campionat del món, fou incapaç de trobar moto per a la temporada següent. Les seves actuacions, però, van cridar l'atenció de l'equip britànic GSE, que el 1998 li va oferir l'oportunitat de competir en el renyit Campionat britànic de Superbike amb una Ducati 996. Bayliss es va traslladar a Anglaterra, on, tot i haver d'adaptar-se als circuits, a la moto i sobretot a l'entorn («sempre plovia i feia fred, un clima terrible»), va acabar vuitè a la classificació final, mentre que el 1999, gràcies a set victòries i catorze podis i després d'una estreta batalla a tres amb Chris Walker i John Reynolds, es va proclamar campió britànic a la ronda final, Donington Park.
La victòria al campionat britànic va fer que, l'any 2000, Ducati l'enviés als Estats Units per a fer-lo competir en el campionat AMA de Superbike amb l'equip Vance & Hines. L'australià va aconseguir immediatament la pole position a la primera ronda de la temporada, la Daytona 200, tot i que es va veure obligat a retirar-se'n mentre liderava la cursa.

### Mundial de Superbike

#### 2000

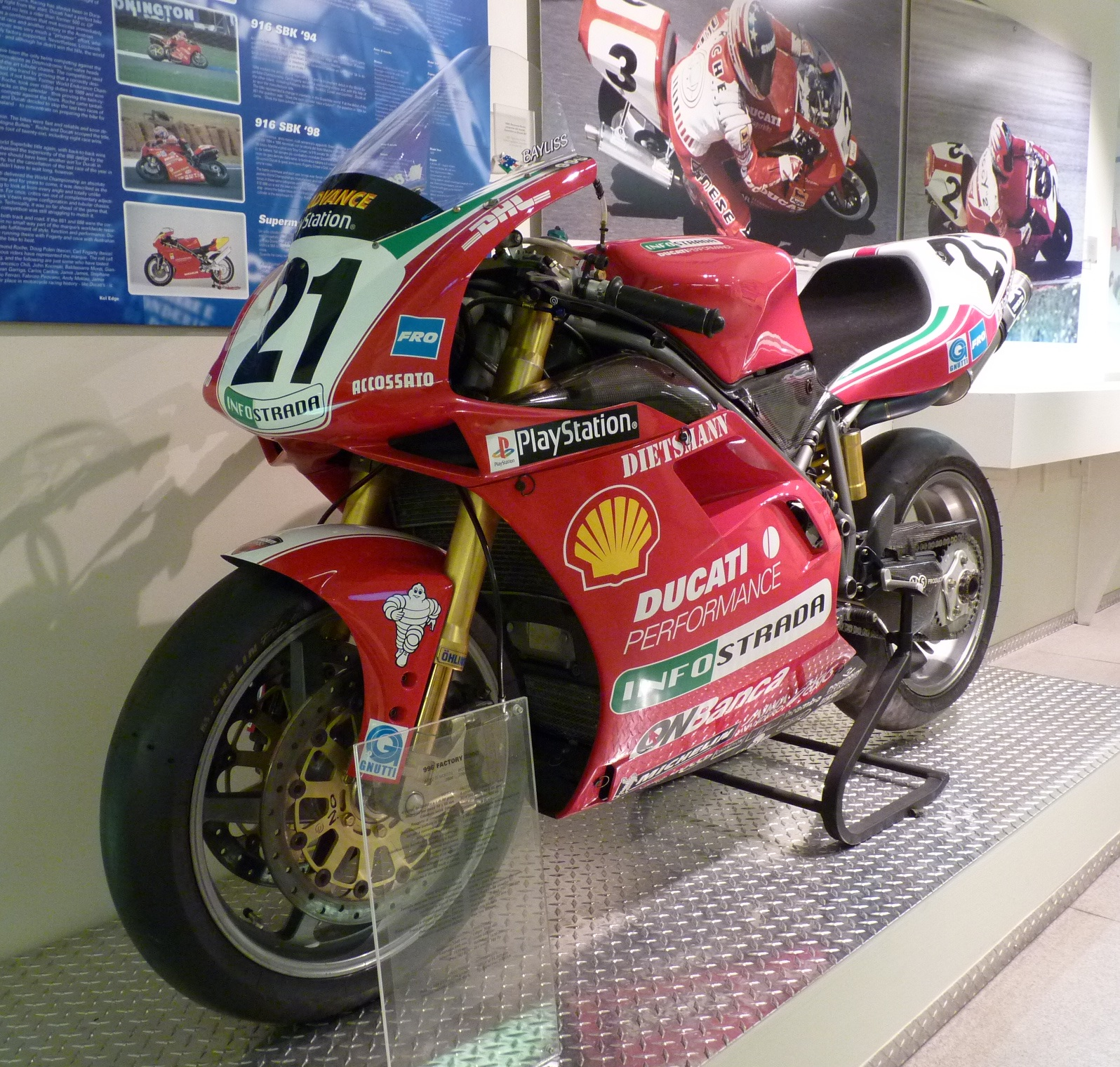
La Ducati 996 amb què va debutar al Mundial de Superbike l'any 2000, conservada al Museu Ducati

Mentrestant, al Campionat del Món de Superbike, el quatre vegades campió del món de la categoria i pilot principal de l'equip oficial Ducati Infostrada, Carl Fogarty, va patir un greu accident a Phillip Island després de topar amb Robert Ulm que l'obligà, d'un dia per l'altre, a retirar-se de les curses. Atesa la seva carrera ascendent, Bayliss va ser cridat immediatament per Paolo Ciabatti i Davide Tardozzi, de Ducati Corse, per a substituir l'anglès.
L'australià va debutar una setmana més tard al Japó, però les coses no van anar bé: va caure al primer revolt del circuit de Sugo en les dues curses. Després d'aquest decebedor cap de setmana, Bayliss va ser enviat de tornada als Estats Units i substituït a la següent ronda, Donington Park, per Luca Cadalora; però ni tan sols l'italià, protagonista de dues curses grises, fou capaç de satisfer les expectatives de l'equip, que decidí doncs donar una segona oportunitat a Bayliss per a la següent ronda, a Monza. Allà, Bayliss va acabar ambdues curses en quarta posició però tot i així va causar sensació pel seu emocionant comportament durant la cursa i, sobretot, per un avançament que des d'aleshores es recorda com un dels més espectaculars de la història del motociclisme: a la cursa 2, a la primera variant després de la meta i al final d'una recta de 300 km/h, amb una frenada al límit avançà a Colin Edwards, Pierfrancesco Chili, Akira Yanagawa i Noriyuki Haga d'una tacada, passant en un simple revolt del cinquè al primer lloc. L'actuació oferta durant el cap de setmana de Monza li va valer la confirmació a l'equip per a la resta de la temporada, sent designat en tots els aspectes com a hereu de Fogarty. Al final del campionat del 2000, tot i haver-se perdut sis proves del mundial, va quedar sisè a la classificació general, fruit de dues victòries (Hockenheimring i Brands Hatch) i nou podis.

#### 2001-2002
De nou amb la Ducati 996 R de l'equip Ducati Infostrada, la temporada del 2001 es va proclamar campió del món després d'haver obtingut quinze podis, aconseguint matemàticament el títol fins i tot abans d'acabar el campionat. A Imola, darrera prova de la temporada, ja s'hi va presentar com a campió del món, però a la primera cursa  va caure i es va trencar la clavícula mentre lluitava amb l'Aprilia RSV 1000 de Régis Laconi.
Encara més incisiu que la temporada anterior, a les tres primeres rondes del mundial de Superbike del 2002 va guanyar sis curses, un enfilall complet, on ell i la nova 998 F 02 no van deixar espai per als rivals fins que Colin Edwards, amb l'Honda VTR 1000 SP2, va reobrir la lluita pel títol mundial. De fet, des de Laguna Seca, Edwards va enfilar una llarga sèrie de nou victòries consecutives i Bayliss, tot i gaudir d'un bon lideratge, va caure a la segona cursa d'Assen, fent que l'americà el superés a la classificació provisional. A més, l'australià va tornar a patir un accident en la classificatòria de Brands Hatch en què hi estigué involucrat el seu company d'equip Rubèn Xaus. Bayliss va arribar a l'última cursa, a Imola, amb un sol punt de desavantatge envers Edwards. En una cursa que va passar a la història, davant 100.000 aficionats, tots dos van protagonitzar un duel renyit i emocionant; Edwards va guanyar les dues curses i es proclamà per segona vegada campió del món, mentre que l'australià s'hagué de conformar amb el subcampionat.

### MotoGP (2003-2005)
El 2003, Bayliss va debutar a MotoGP amb Ducati, pilotant la Desmosedici GP3 amb Loris Capirossi de company d'equip. A la seva primera cursa en la categoria, a Suzuka, va acabar cinquè; al llarg de la temporada va obtenir tres podis i al final va quedar sisè a la classificació general.
Per al campionat de 2004, la Desmosedici GP4 es va renovar completament, però la innovació aportada per Ducati no va aconseguir els resultats esperats durant la major part de la temporada. L'australià lluità en tots els circuits, fins i tot a Phillip Island, però no va poder aconseguir el seu únic podi de la temporada fins a l'última cursa, a Xest. Va acabar catorzè de la general en un campionat que guanyà una vegada més Valentino Rossi.

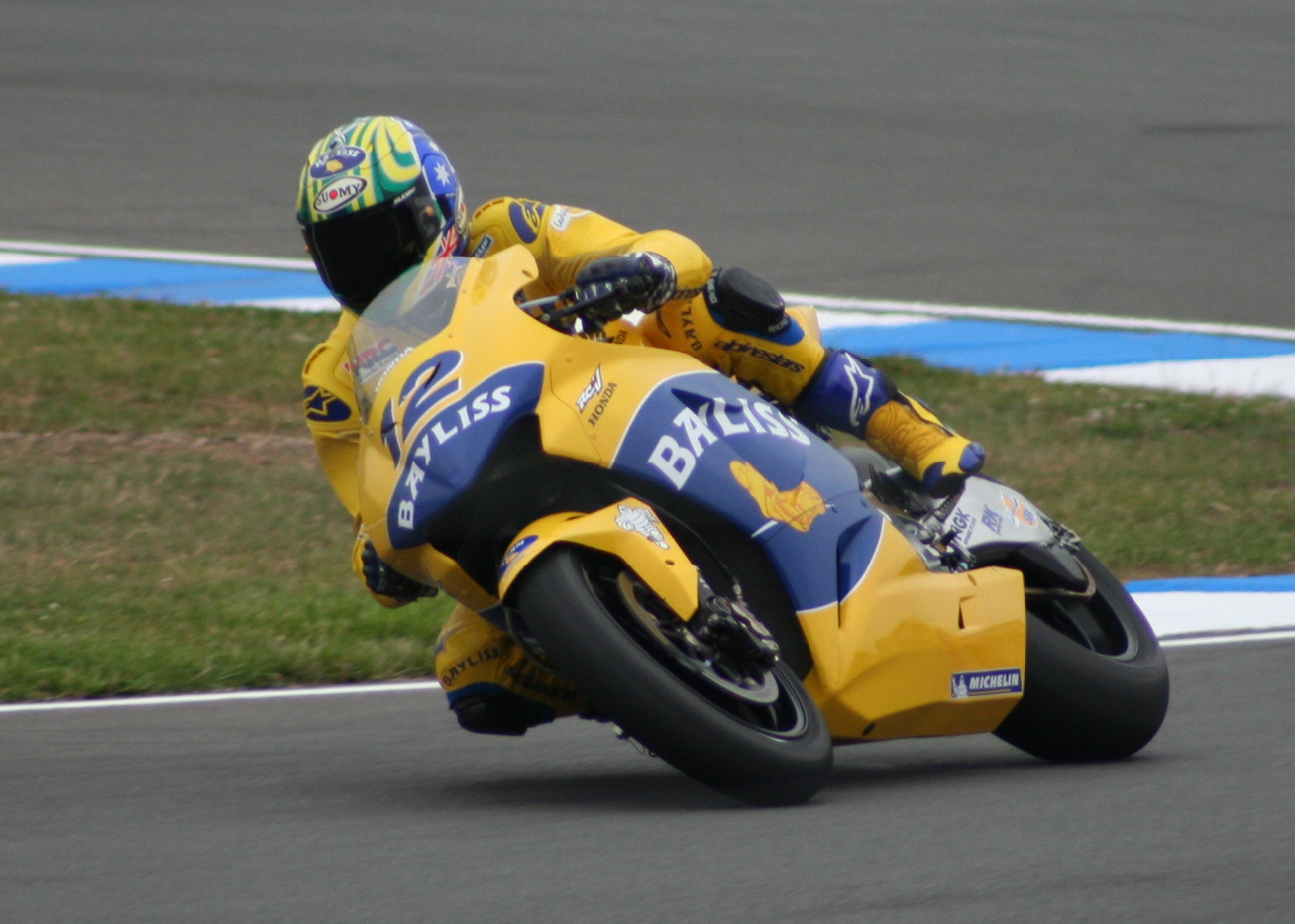
Bayliss amb l'Honda RC211V a Donington Park el 2005

De cara al 2005, Ducati no renovà Bayliss i el substituí a l'equip per Carles Checa. Aquella fou la darrera temporada a MotoGP de l'australià, que va pilotar-hi l'Honda RC211V de l'equip Camel Honda. No acabà d'adaptar-se a la moto japonesa i no va poder aconseguir bons resultats; a més, a manca de sis jornades per al final, es va lesionar el canell durant uns entrenaments, amb fractures en diversos llocs, de manera que va haver d'abandonar el campionat abans del final i va acabar classificat en quinzè lloc. Els seus millors resultats durant la temporada van ser dos sisens llocs (Gran Premi dels Estats Units i Gran Premi d'Espanya).

### Retorn a Superbike

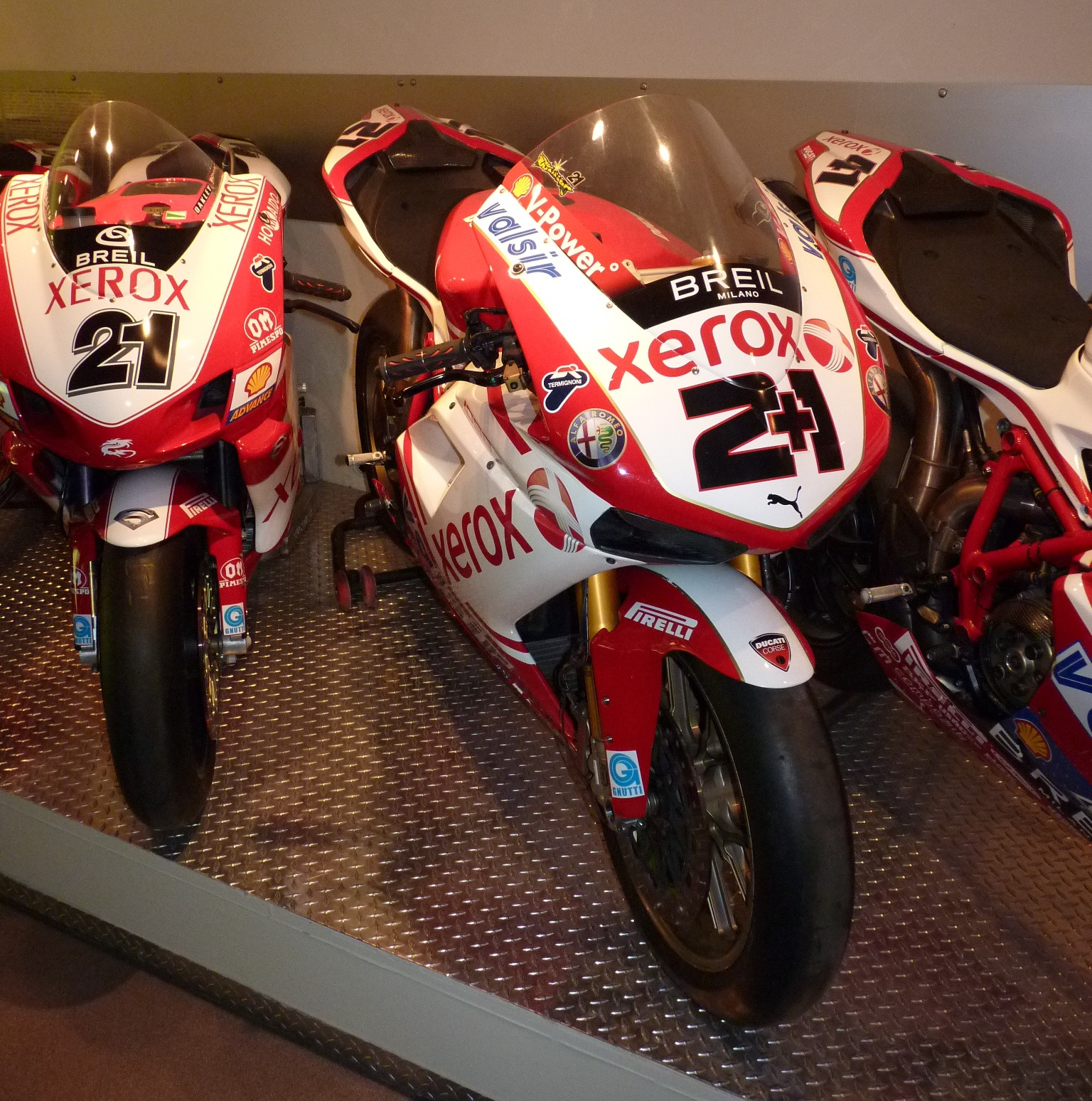
D'esquerra a dreta: la Ducati 999 F06 i la 1098 F08 amb què va guanyar els mundials de Superbike, respectivament, els anys 2006 i 2008 (al carenat de la 1098, el dorsal especial "2+1")

#### 2006
El 2006, Bayliss va tornar al Campionat del Món de Superbike amb l'equip Ducati, amb el qual ja havia guanyat el títol cinc anys abans. La nova moto, la 999, ja va ser campiona del món l'any 2003 i 2004 tant de fabricants com de pilots, amb Neil Hodgson primer i James Toseland després, però el 2005 es va veure superada per la velocitat i la potència de les seves rivals japoneses de quatre cilindres (afavorides, també, pel fet que aquell any es van relaxar les limitacions de les caixes d'aire dels motors tetracilíndrics), especialment Suzuki i Yamaha. Tot i així, Bayliss va poder aconseguir el seu segon títol mundial amb tres curses d’antelació.
Amb el títol de Superbike assegurat, al final de la temporada es va veure obligat a substituir un pilot lesionat al mundial de MotoGP per tercera vegada en la seva carrera: en aquest cas, Sete Gibernau, a qui substituí en l'última cursa del campionat, a Xest, al manillar de la Desmosedici de l'equip oficial Ducati Marlboro. Bayliss es va mostrar ràpid ja des de les proves del divendres al matí i va obtenir el segon lloc a la graella. Malgrat que no havia pilotat una moto de MotoGP des que havia deixat la categoria l'any anterior i que no havia corregut mai abans amb pneumàtics Bridgestone, l'australià va guanyar la cursa per davant del seu company d'equip Loris Capirossi. Bayliss esdevingué així el primer pilot de la història del motociclisme a guanyar almenys una cursa de MotoGP i una de Superbike en la mateixa temporada i el primer campió del món de Superbike que guanyava un Gran Premi de motociclisme.

#### 2007

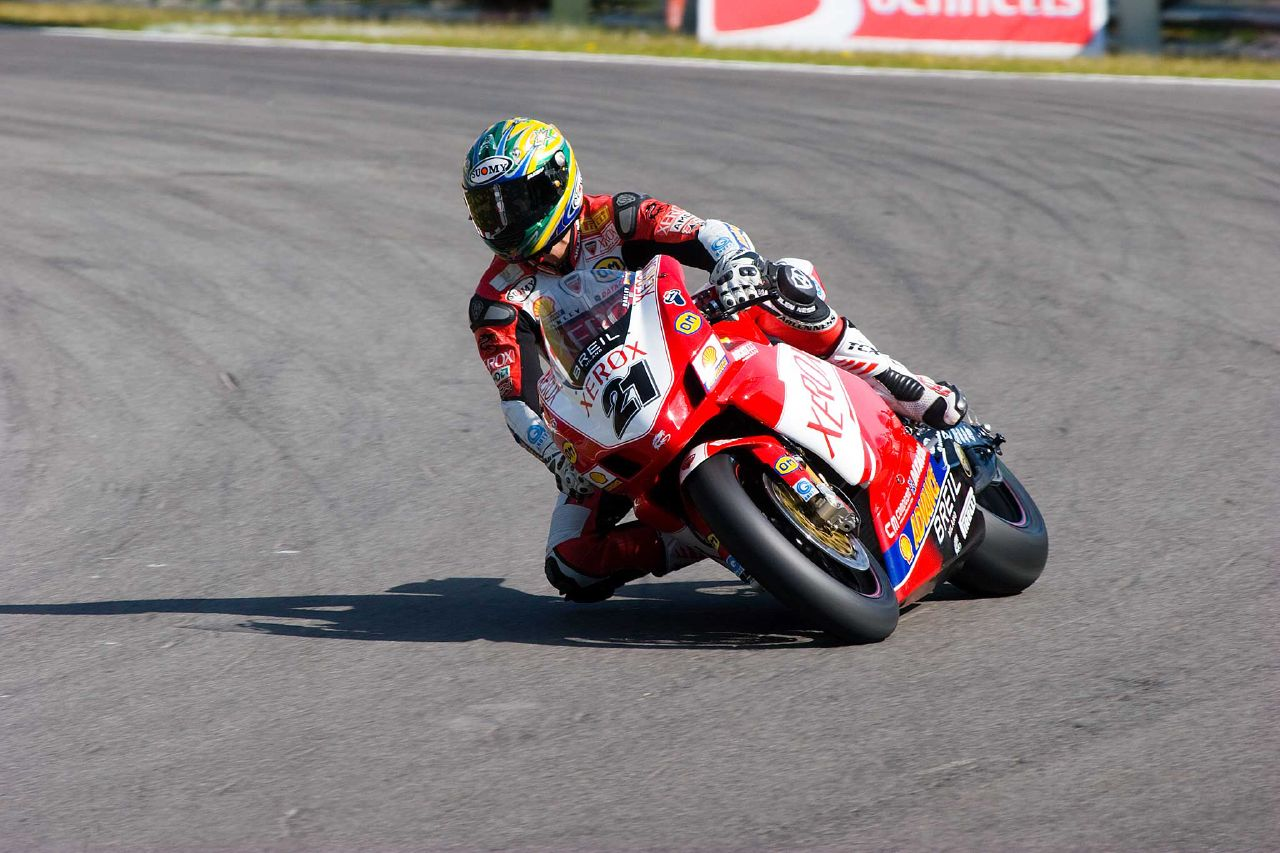
Bayliss amb la Ducati 999 F07 a Brands Hatch durant el mundial de Superbike del 2007

El 2007 va competir amb el número 21 al carenat tot i ser el vigent campió del món, principalment per superstició: l'anterior temporada que havia corregut amb el número 1 de campió, el 2002, havia acabat perdent el mundial per només 11 punts, tot i guanyar tres curses més que la temporada del 2000. La Ducati 999 F07 no tenia la potència de les motos de 1.000 cc japoneses i Bayliss va haver de lluitar en algunes ocasions per a poder plantar cara als seus rivals. Va demostrar ser competitiu, però un accident a Donington Park va comprometre la seva temporada, ja que es va haver de perdre les dues curses de la ronda britànica; arran de la caiguda va patir una ferida profunda al dit petit de la mà dreta i per tal de poder ser a la pista a la següent cursa va decidir que li amputessin la falange danyada. La temporada va continuar a bon ritme i Bayliss va poder-ne guanyar sis curses i obtenir cinc podis. Al final va quedar quart, a 43 punts del campió James Toseland i superat també per Noriyuki Haga i Max Biaggi.

#### 2008
De cara al 2008, Bayliss va anunciar que aquell seria el seu últim any a les curses. Per tant, era la seva darrera oportunitat de guanyar un tercer títol de Superbike i l'única d'aconseguir aquesta fita a bord de tres Ducati de diferents generacions. La gran novetat de l'any arribà justament de Ducati, que va presentar la nova 1098R en substitució de la 999, la qual pilotaren l'australià i el seu nou company dins l'equip oficial Ducati Xerox, Michel Fabrizio.
A la primera prova, Doha, la pole va ser per a Troy Corser, mentre que Bayliss es va haver de conformar amb la setena posició. A la cursa 1, després d'un duel amb Biaggi que només es va resoldre al penúltim revolt, va guanyar amb la nova Ducati. A la cursa 2 va quedar quart i va estar involucrat en una topada amb el seu company d'equip Fabrizio. La segona cita se celebrà a Austràlia i, malgrat un accident, hi va obtenir la pole. A la cursa 1, interrompuda i després reiniciada, s'emportà la victòria, igual que a la cursa 2. Després d'un mes de descans es reprenia el campionat a Xest, on a la primera cursa, Bayliss va acabar segon darrere de Lorenzo Lanzi i a la segona repetí resultat, ara darrere de Noriyuki Haga.
A la següent ronda d'Assen, Bayliss va guanyar les dues curses, com ja havia passat a Austràlia. La següent cita tingué lloc a Monza: després d'obtenir la pole, l'australià acabà tercer en la primera cursa i es retirà a la segona. També va registrar una doble retirada a la cursa dels Estats Units, al nou circuit de Miller. A Nürburgring va aconseguir un segon i un quart lloc. A la ronda de Misano Adriatico, dos tercers llocs que el situaren a uns quaranta punts de distància del segon a la classificació provisional, Max Neukirchner. La següent ronda fou a Brno i Bayliss hi obtingué tant la pole com la victòria en totes dues curses. A la següent ronda, Brands Hatch, va tornar a sortir des de la pole position però només va obtenir un segon lloc a la cursa 1 i un dotzè a la cursa 2.

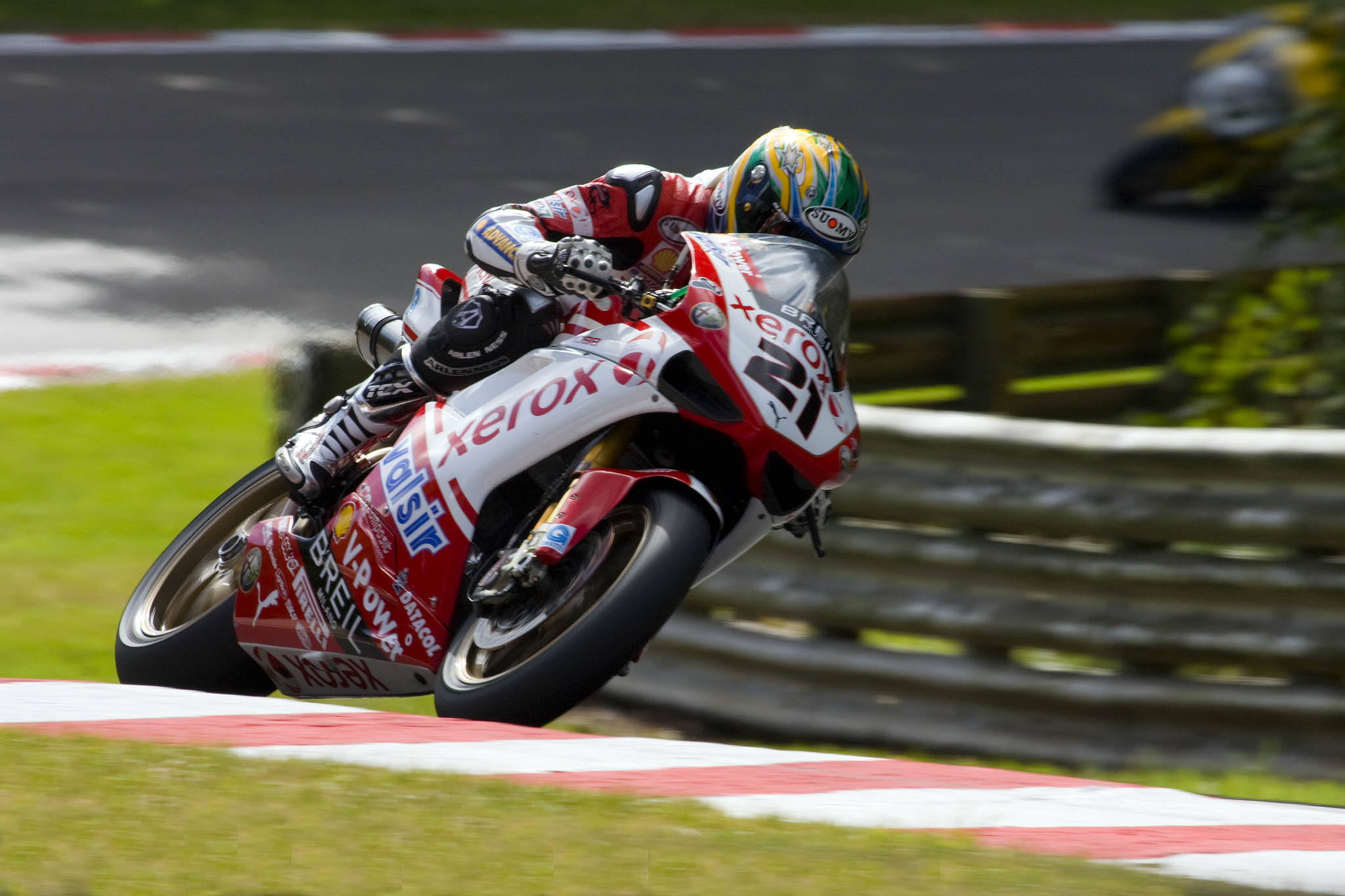
Bayliss amb la Ducati 1098 F08 a Brands Hatch el 2008

Després d'una pausa d'un mes, el mundial es reprengué a Donington Park, on molts pilots, inclòs Bayliss, mostraren un adhesiu en memòria del desafortunat Craig Jones, el pilot del Campionat del Món de Supersport que s'havia mort a la cursa anterior a Brands Hatch. Durant tot el cap de setmana, la pluja va ser l'autèntica protagonista; l'australià va obtenir la pole per davant d'un gran grup de wild cards del campionat britànic de Superbike. La primera cursa es va interrompre i reiniciar, i després es va escurçar de nou a causa de les condicions meteorològiques canviants; Bayliss encara la va poder guanyar a partir de la suma dels seus temps. A la segona cursa es va haver de retirar després d'una caiguda. La següent ronda, a Vallelunga, podria donar el títol a Bayliss, que va començar el cap de setmana obtenint la pole, però en la primera cursa no va passar de la sisena posició. A la segona es va estavellar a l'antepenúltim revolt, posposant la seva consecució del títol. A Magny-Cours, Bayliss va sortir des de la tercera posició i després d'un bon començament va optar per una conducció prudent, centrada només en aconseguir el títol, deixant la victòria a Haga i el segon lloc a Fonsi Nieto; el tercer esglaó del podi fou més que prou per a assegurar el títol amb tres curses d'antelació. A la cursa 2 va aconseguir la seva novena victòria de la temporada, donant de passada també el títol de constructors a Ducati.
L'última cursa de la temporada se celebrà al nou circuit de Portimão i Bayliss hi pilotà la nova Ducati 1098 F09, destinada als pilots de l'equip oficial de la temporada següent, la qual lluïa una decoració especial commemorativa que esdevingué la que caracteritzà més tard la sèrie 1098 dedicada a ell. En males condicions meteorològiques, Bayliss va aconseguir l'última pole de la seva carrera per davant de Cal Crutchlow, que participava en aquesta cursa juntament amb el seu company d'equip Leon Haslam com a wild card. A la cursa 1 Bayliss va aconseguir la seva desena victòria de la temporada, acabant per davant de Carles Checa i Troy Corser; va protagonitzar el mateix epíleg victoriós també a la cursa 2. Al podi, Bayliss va ser acompanyat per la seva dona i els seus fills, així com pel seu company d'equip Fabrizio i Haslam, que van quedar tercers a la cursa, mentre que al campionat, per darrere seu s'hi classificà el seu compatriota Troy Corser.

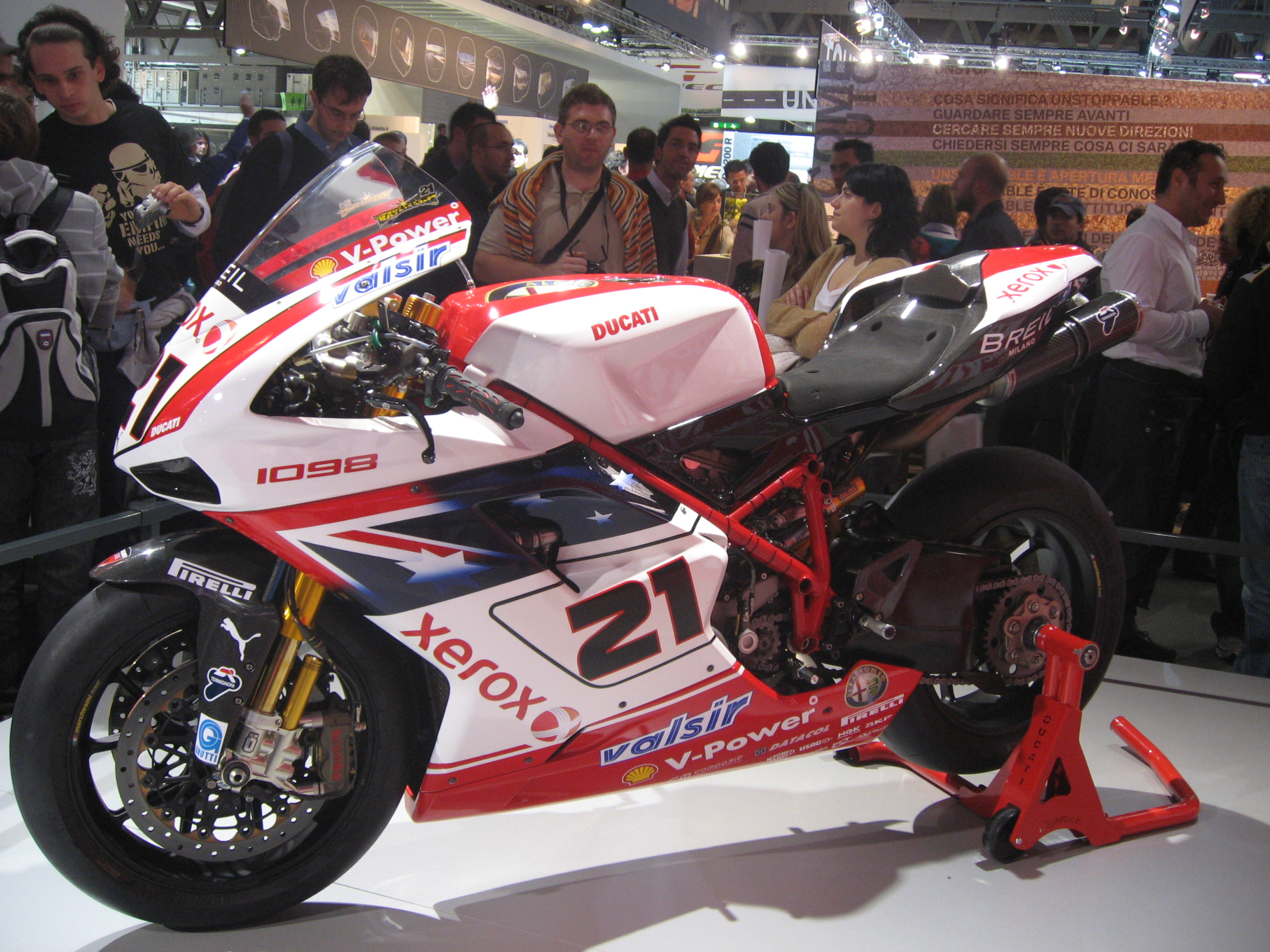
La Ducati 1098 amb decoració especial amb què Bayliss va córrer a la ronda final del mundial de Superbike del 2008

En honor a Bayliss, el número 21 va ser retirat inicialment del Campionat del Món de Superbike. Malgrat tot, de cara al 2012 l'australià va permetre a John Hopkins de tornar-lo a fer servir.

### Retirada
Un cop acabada la seva carrera esportiva, Bayliss va romandre de seguida vinculat a Ducati com a pilot provador per a les proves de desenvolupament de les motos del Campionat del Món de Superbike.
El 2015, més de sis anys després de retirar-se, va tornar a competir en el campionat del món de Superbike participant a la ronda inaugural de Phillip Island i a la de Buriram amb la Ducati Panigale R de l'equip Aruba.it Racing-Ducati SBK, en substitució del lesionat Davide Giugliano. Gràcies als tres punts aconseguits amb el seu tretzè lloc a la cursa 1 de Phillip Island, aconseguit a l'edat de 45 anys, 10 mesos i 8 dies, Bayliss esdevingué el segon pilot de més edat a sumar punts al Campionat del Món de Superbike, per darrere de Frantisek Mrazek, que va anotar punts al Canadà el 1991 a l'edat de 55 anys i 25 dies. Al final de la ronda de Buriram, on va quedar novè a la cursa 1 i onzè a la cursa 2, Bayliss va actualitzar el seu rècord a 45 anys i 11 mesos i va anunciar la seva retirada definitiva del Campionat del Món de Superbike.

## Vida personal
Casat amb la Kim, la parella té tres fills: Mitch, Abbey i Oliver, el darrer dels quals també va ser pilot de motociclisme.
Després d'una sèrie de proves preparatòries, l'equip Triple F Racing va anunciar el debut oficial de Bayliss en curses d'automobilisme a finals de 2009, amb la intenció de participar en els 500 km de Phillip Island i els 1000 km de Bathurst a bord d'un Holden Commodore del campionat V8 Supercars al costat del conductor habitual Dean Fiore.
Bayliss, ciclista prometedor de jove, participa sempre que pot en curses per etapes de llarga distància com ara la Nove Colli i la Maratona delle Dolomiti (cursa a la qual va aconseguir un bon resultat el 2009). El 2006, després de proclamar-se campió del món de Superbike per segona vegada a la cursa 1 d'Imola, es va presentar a la sortida de la cursa 2 amb una granota que recordava el mallot irisat dels campions del món de ciclisme en honor al seu amic Paolo Bettini, acabat de proclamar campió del món de ciclisme en ruta una setmana abans; de fet, tant Bayliss com Bettini van residir a Montecarlo i, sovint, entrenaven plegats amb la bicicleta per les carreteres de la zona.

## Resultats al Mundial de motociclisme
Barem de puntuació de 1993 ençà:
| Posició | 1  | 2  | 3  | 4  | 5  | 6  | 7 | 8 | 9 | 10 | 11 | 12 | 13 | 14 | 15 |
| Punts   | 25 | 20 | 16 | 13 | 11 | 10 | 9 | 8 | 7 | 6  | 5  | 4  | 3  | 2  | 1  |

(Ids. Grans Premis | Llegenda) (Curses en negreta indiquen pole; curses en  itàlica indiquen volta ràpida)
| Any  | Categoria | Moto   | 1      | 2       | 3       | 4       | 5       | 6       | 7       | 8       | 9       | 10      | 11    | 12      | 13      | 14     | 15      | 16    | 17    | Pos. | Pts |
| ---- | --------- | ------ | ------ | ------- | ------- | ------- | ------- | ------- | ------- | ------- | ------- | ------- | ----- | ------- | ------- | ------ | ------- | ----- | ----- | ---- | --- |
| 1997 | 250cc     | Suzuki | MAL    | JPN     | ESP     | ITA     | AUT     | FRA     | NED     | IMO     | GER     | BRA     | GBR   | CZE     | CAT     | INA    | AUS 6   |       |       | 27è  | 10  |
| 2003 | MotoGP    | Ducati | JPN 5  | RSA 4   | ESP 3   | FRA Ret | ITA Ret | CAT 10  | NED 9   | GBR 5   | GER 3   | CZE 3   | POR 6 | BRA 10  | PAC Ret | MAL 9  | AUS Ret | VAL 7 |       | 6è   | 128 |
| 2004 | MotoGP    | Ducati | RSA 14 | ESP Ret | FRA 8   | ITA 4   | CAT Ret | NED Ret | BRA Ret | GER Ret | GBR 5   | CZE Ret | POR 8 | JPN Ret | QAT Ret | MAL 10 | AUS 9   | VAL 3 |       | 14è  | 71  |
| 2005 | MotoGP    | Honda  | ESP 6  | POR 11  | CHN Ret | FRA 10  | ITA 13  | CAT 8   | NED 11  | USA 6   | GBR Ret | GER Ret | CZE 9 | JPN     | MAL     | QAT    | AUS     | TUR   | VAL   | 15è  | 54  |
| 2006 | MotoGP    | Ducati | ESP    | QAT     | TUR     | CHN     | FRA     | ITA     | CAT     | NED     | GBR     | GER     | USA   | CZE     | MAL     | AUS    | JPN     | POR   | VAL 1 | 19è  | 25  |

## Resultats al Mundial de Superbike
Barem de puntuació de 1993 ençà:
| Posició         | 1  | 2  | 3  | 4  | 5  | 6  | 7 | 8 | 9 | 10                   | 11                   | 12                   | 13                   | 14                   | 15                   |                      |
| Curses 1 i 2    | 25 | 20 | 16 | 13 | 11 | 10 | 9 | 8 | 7 | 6                    | 5                    | 4                    | 3                    | 2                    | 1                    |                      |
| Cursa Superpole | 12 | 9  | 7  | 6  | 5  | 4  | 3 | 2 | 1 | [ Nota Superpole 1 ] | [ Nota Superpole 1 ] | [ Nota Superpole 1 ] | [ Nota Superpole 1 ] | [ Nota Superpole 1 ] | [ Nota Superpole 1 ] | [ Nota Superpole 1 ] |

1. ↑  La cursa Superpole va ser introduïda la temporada del 2019

(Ids. Rondes | Llegenda) (Curses en negreta indiquen pole; curses en  itàlica indiquen volta ràpida)
| Any  | Moto   | 1      | 1      | 2       | 2       | 3       | 3       | 4      | 4      | 5     | 5       | 6       | 6      | 7       | 7     | 8     | 8     | 9       | 9      | 10      | 10     | 11      | 11      | 12    | 12      | 13      | 13      | 14    | 14    | Pos. | Pts |
| Any  | Moto   | C1     | C2     | C1      | C2      | C1      | C2      | C1     | C2     | C1    | C2      | C1      | C2     | C1      | C2    | C1    | C2    | C1      | C2     | C1      | C2     | C1      | C2      | C1    | C2      | C1      | C2      | C1    | C2    | Pos. | Pts |
| ---- | ------ | ------ | ------ | ------- | ------- | ------- | ------- | ------ | ------ | ----- | ------- | ------- | ------ | ------- | ----- | ----- | ----- | ------- | ------ | ------- | ------ | ------- | ------- | ----- | ------- | ------- | ------- | ----- | ----- | ---- | --- |
| 1997 | Suzuki | AUS 5  | AUS 5  | SMR     | SMR     | GBR     | GBR     | GER    | GER    | ITA   | ITA     | USA     | USA    | EUR     | EUR   | AUT   | AUT   | NED     | NED    | SPA     | SPA    | JPN     | JPN     | INA   | INA     |         |         |       |       | 20è  | 22  |
| 1998 | Ducati | AUS    | AUS    | GBR Ret | GBR Ret | ITA     | ITA     | SPA    | SPA    | GER   | GER     | SMR     | SMR    | RSA     | RSA   | USA   | USA   | EUR 13  | EUR 15 | AUT     | AUT    | NED     | NED     | JPN   | JPN     |         |         |       |       | 40è  | 4   |
| 2000 | Ducati | RSA    | RSA    | AUS     | AUS     | JPN Ret | JPN Ret | GBR    | GBR    | ITA 4 | ITA 4   | GER 1   | GER 4  | SMR 2   | SMR 2 | SPA 4 | SPA 3 | USA Ret | USA 7  | EUR 1   | EUR 2  | NED Ret | NED Ret | GER 3 | GER 2   | GBR 2   | GBR Ret |       |       | 6è   | 243 |
| 2001 | Ducati | SPA 2  | SPA 2  | RSA 2   | RSA 2   | AUS 3   | AUS C   | JPN 13 | JPN 15 | ITA 1 | ITA 1   | GBR 13  | GBR 9  | GER 2   | GER 1 | SMR 1 | SMR 2 | USA 4   | USA 4  | EUR 5   | EUR 3  | GER Ret | GER 3   | NED 1 | NED 1   | ITA Ret | ITA DNS |       |       | 1r   | 369 |
| 2002 | Ducati | SPA 1  | SPA 1  | AUS 1   | AUS 1   | RSA 1   | RSA 1   | JPN 5  | JPN 4  | ITA 1 | ITA 1   | GBR 5   | GBR 1  | GER 1   | GER 1 | SMR 1 | SMR 1 | USA 1   | USA 2  | GBR 3   | GBR 2  | GER 2   | GER 2   | NED 2 | NED Ret | ITA 2   | ITA 2   |       |       | 2n   | 541 |
| 2006 | Ducati | QAT 2  | QAT 2  | AUS 6   | AUS 1   | SPA 1   | SPA 1   | ITA 1  | ITA 1  | EUR 1 | EUR 1   | SMR 1   | SMR 12 | CZE Ret | CZE 8 | GBR 1 | GBR 2 | NED Ret | NED 1  | GER 7   | GER 3  | ITA 5   | ITA 1   | FRA 4 | FRA 1   |         |         |       |       | 1r   | 431 |
| 2007 | Ducati | QAT 5  | QAT 8  | AUS 1   | AUS 2   | EUR Ret | EUR DNS | SPA 3  | SPA 6  | NED 4 | NED 1   | ITA 2   | ITA 3  | GBR 1   | GBR C | SMR 1 | SMR 1 | CZE Ret | CZE 6  | GBR Ret | GBR 7  | GER 4   | GER 1   | ITA 2 | ITA 1   | FRA 2   | FRA 5   |       |       | 4t   | 372 |
| 2008 | Ducati | QAT 1  | QAT 4  | AUS 1   | AUS 1   | SPA 2   | SPA 2   | NED 1  | NED 1  | ITA 3 | ITA Ret | USA Ret | USA 22 | GER 2   | GER 4 | SMR 3 | SMR 3 | CZE 1   | CZE 1  | GBR 2   | GBR 11 | EUR 1   | EUR Ret | ITA 6 | ITA 16  | FRA 3   | FRA 1   | POR 1 | POR 1 | 1r   | 460 |
| 2015 | Ducati | AUS 13 | AUS 16 | THA 9   | THA 11  | SPA     | SPA     | NED    | NED    | ITA   | ITA     | GBR     | GBR    | POR     | POR   | SMR   | SMR   | USA     | USA    | MAL     | MAL    | SPA     | SPA     | FRA   | FRA     | QAT     | QAT     |       |       | 24è  | 15  |

## Obra publicada
- Bayliss, Troy. Troy Bayliss: My Life My Career (en anglès i italià).  Edit Vallardi, 2010. ISBN 978-8895684345.
- Bayliss, Troy; Trevitt, Andrew. Troy Bayliss: A Faster Way (en anglès).  David Bull Publishing, 2014. ISBN 978-1935007227.